# شفقت
شفقت به‌معنای مهربانی، رحمت، رأفت و عطوفت است. در روان‌شناسی شفقت به‌معنای توجه به رنج و تلاش برای کاهش آن است. رنج ممکن است در درون خود فرد و یا در سایر اعضای جامعه وجود داشته باشد. افرادی که دارای شفقت هستند به‌جای قضاوت کردن‌های ارزشی، به رنج توجه می‌کنند و برای برطرف کردن آن قدم برمی‌دارند. می‌توان چنین تصور کرد که در شفقت، نگاه انتقادگر و قضاوت وجود ندارد.

## شفقت در ادیان هندو
شفقت یا کرونا (Karuṇā؛ سانسکریت: करुणा) رحمت و اشتیاق معنوی ترجمه می‌شود. و یک مفهوم معنوی در ادیان هندی هندوئیسم، بودیسم، سیک و جینیسم است.
در بودیسم ترواده، (شفقت) یکی از چهار فضیلت است که همراه با مهربانی (پالی: mettā)، همدردی (Muditā) و متانت (Upekṣā) است. در متون دینی پالی، گوتاما بودا پرورش این چهار حالت ذهنی از فضیلت را به خانواده‌ها و بهکشوها توصیه می‌کند. وقتی کسی این چهار حالت را داشته باشد، به کرونا رسیده‌است.

### ذهن حقیقی و مهربان
ذهن سالم و پاک، از عواقب ناشی از القائات ذهن بدخواه شیطانی جلوگیری می‌کند و به خوشبختی در قلمروهای زندگی می‌انجامد.

## یادداشت
1. ↑  دهخدا، علی‌اکبر. لغت‌نامه دهخدا. ج. ۹. مؤسسه انتشارات و چاپ دانشگاه تهران. ص. ۱۴۳۲۸. شابک ۹۶۴۰۳۹۶۰۸۷.
2. ↑  Gethin (1998), pp.186-187; and, Rhys Davids & Stede, op. cit.
3. ↑  For instance, in the Kālāmā Sutta (AN 3.65), the Buddha speaks of all Noble Disciples (Ariya-Savaka) developing the brahmaviharas (Thanissaro, 1994). بایگانی‌شده  در ۲۰۱۱-۱۰-۰۶ توسط Wayback Machine
4. ↑  AN 3.65 (Thanissaro, 1994). بایگانی‌شده  در ۲۰۱۱-۱۰-۰۶ توسط Wayback Machine In regards to in which heavenly realm a frequent karuṇā dweller will be reborn, AN 4.125 (Thanissaro, 2006) identifies it as the realm of radiant (abhassara) devas, whose lifespans last two eons.